# 大鱗小鱸
大鱗小鱸為輻鰭魚綱鱸形目鱸亞目河鱸科的其中一種，分布於美國Sabine河及Red河至Rio Grande流域，體長可達11公分，棲息在砂石底質水塘、溪流。